# Iduns kokbok
Iduns kokbok är en kokbok författad av Elisabeth Östman. Den första upplagan utgavs 1911 av Aktiebolaget Ljus, tryckt vid Isaac Marcus Boktryckeri AB Stockholm. Därefter har den utgivits i flera nya upplagor fram till upplaga 15 som publicerades 1932, ett år före författarens död.

## Beskrivning
Iduns kokbok är uppkallad efter och initierad av veckotidskriften Idun där Elisabeth Östman var redaktör. Boken är rik illustrerad med tolv färgplanscher visande teckningar på kött, fisk, fågel, grönsaker och liknande samt innehåller recept för över tusen maträtter, dessutom anvisningar för bakning, konservering och dukning. I boken finns två sidor med fotografier av olika servettbrytningar och fyra styckningsplanscher "tagna direkt efter naturen på Aug. Falks slakteri". Elisabeth Östman blev känd för sin husmodersskola som hon drev från 1902 fram till sin död i Stockholm.
I en reklamtext från 1912 kunde man bland annat läsa: "Iduns Kokbok är vår modernaste kokbok till utstyrsel och innehåll. Alla bokens 1071 recept äro praktiskt pröfvade vid Elisabeth Östmans Husmodersskola..." På mindre än ett år såldes den i över 18 000 exemplar. 1912  kostade boken 5:50 kr som klotband och utgavs även som 30 häften där varje häfte kostade 15 öre.
I Idun nr. 6 från 1911 står bland annat: "Den vackra boken utkommer på aktiebolaget Ljus förlag. Det är på förlagets önskan, som nystafning blifvit använd i texten".

## Bokens illustrationer (exempel)

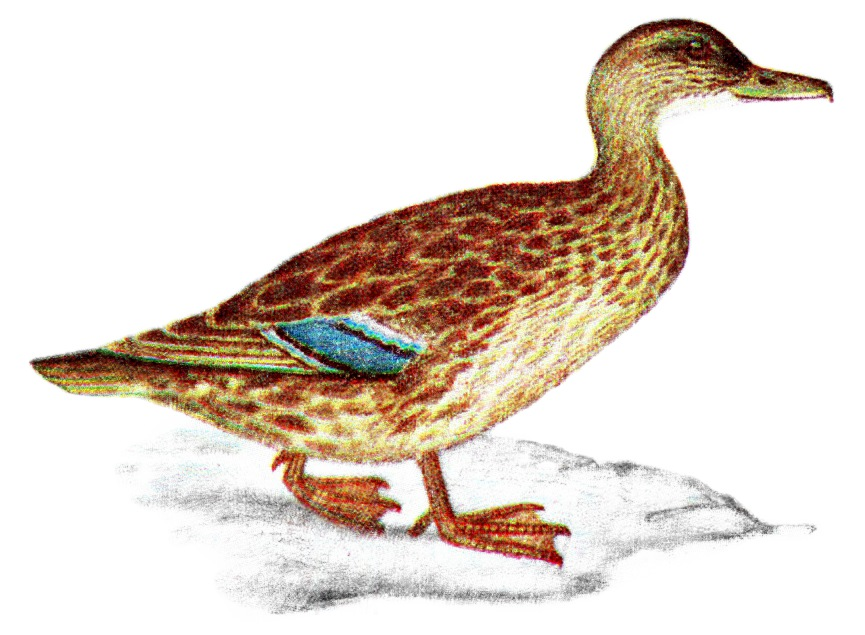
Anka
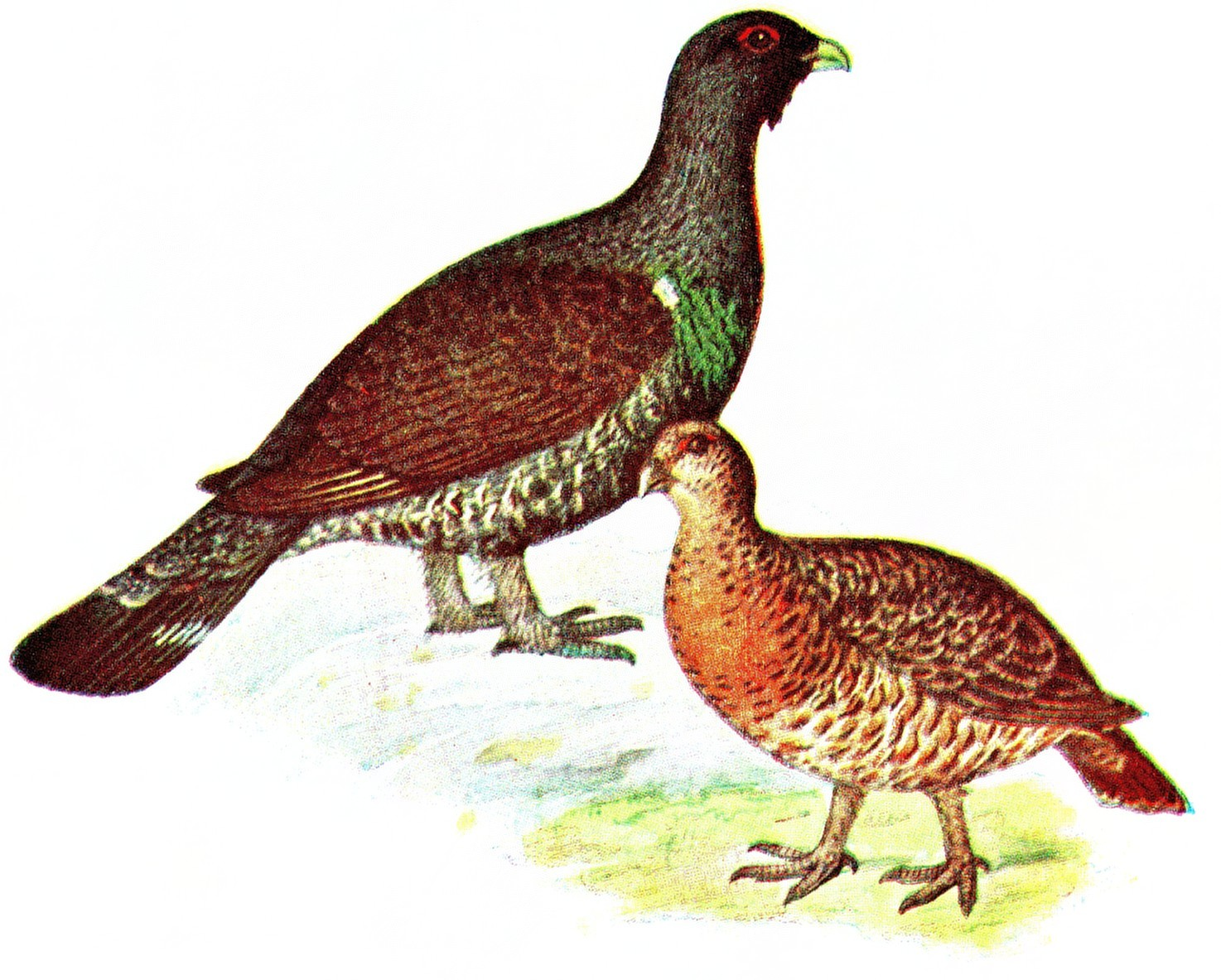
Tjädertupp och höna
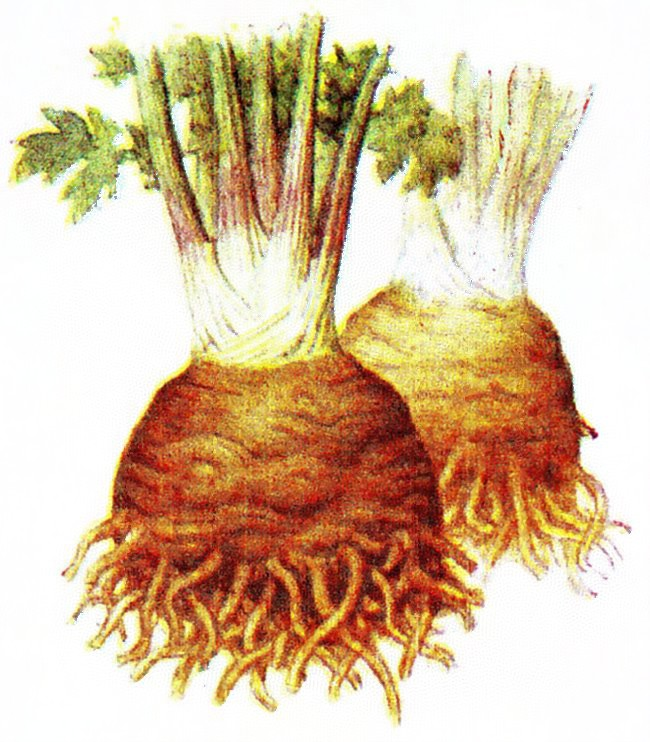
Selleri
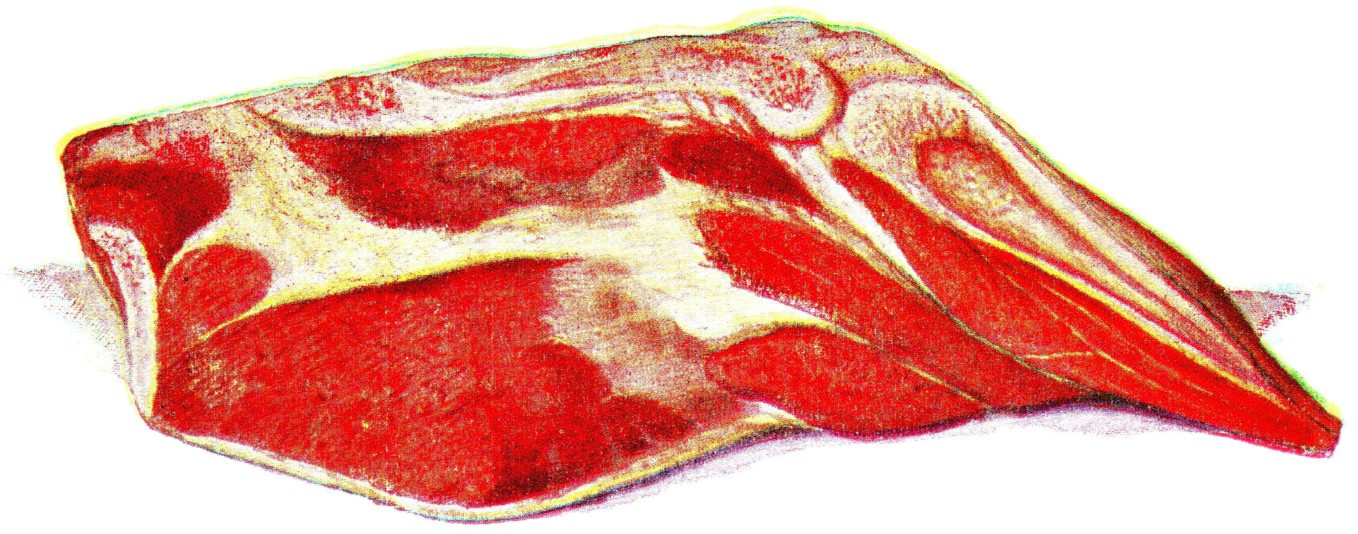
Innanlår
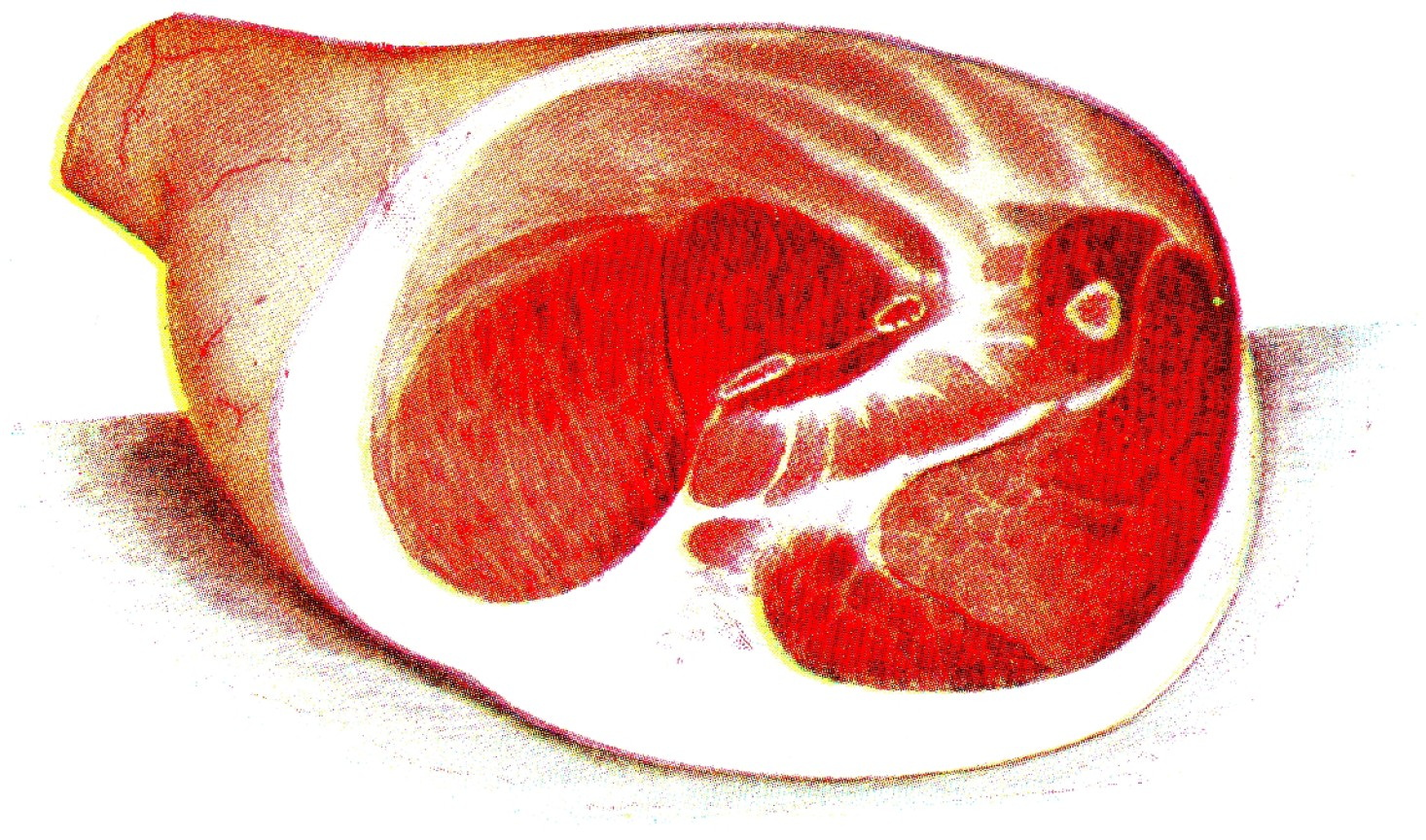
Skinka
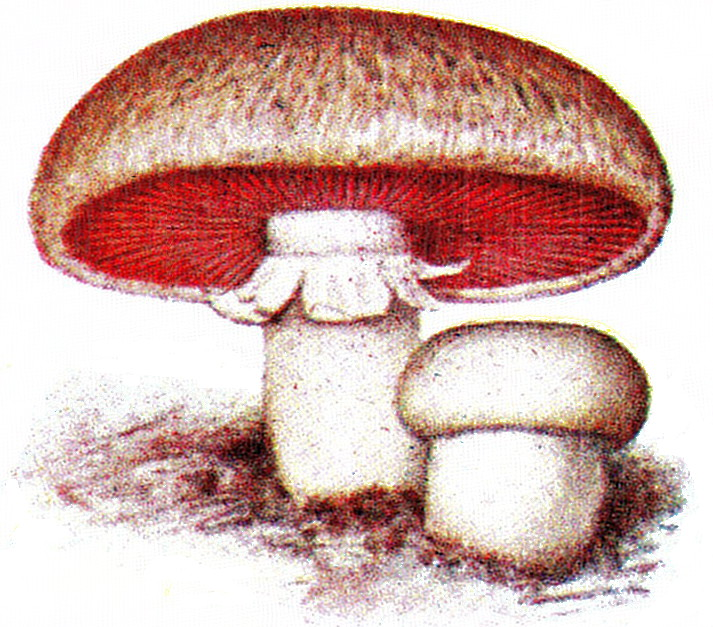
Trädgårdschampinjon
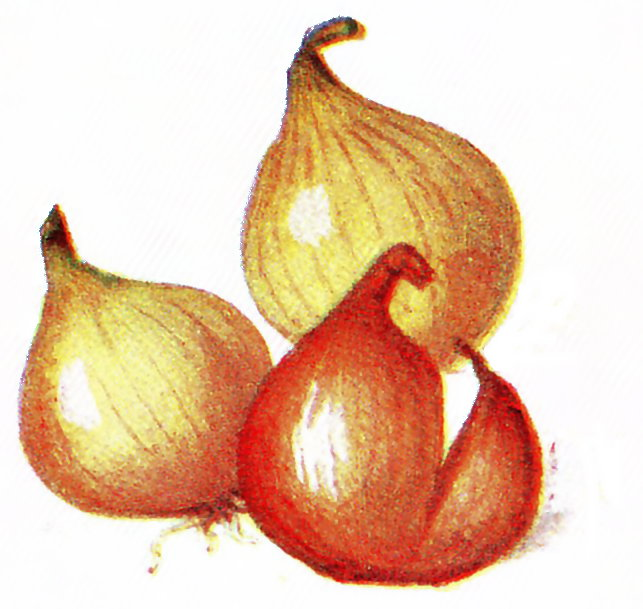
Chalottenlök
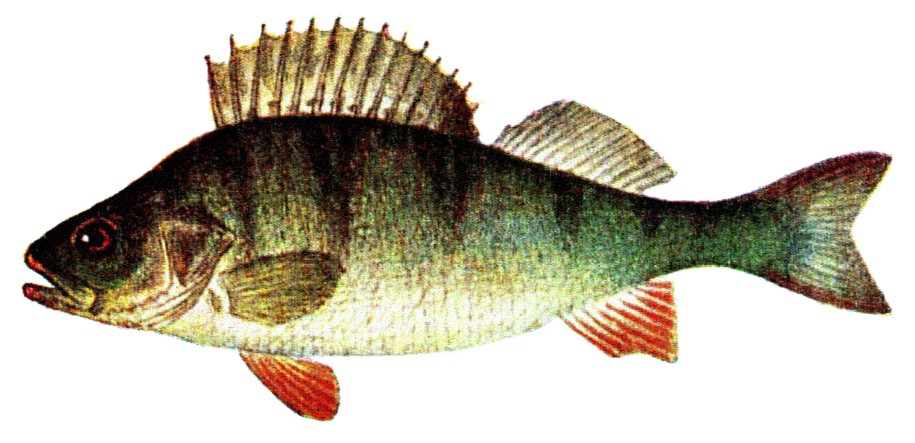
Abborre